# Roztoky, Svidník
Roztoky este o comună slovacă, aflată în districtul Svidník din regiunea Prešov. Localitatea se află la altitudinea de 366 m deasupra n.m., se întinde pe o suprafață de 11,26 km2 și în 2017 număra 418 locuitori.

## Istoric
Localitatea Roztoky este atestată documentar din 1435.

## Demografie
| An:                | 1994 | 2004    | 2014    | 2024    |
| ------------------ | ---- | ------- | ------- | ------- |
| Număr de persoane: | 228  | 276     | 386     | 454     |
| Diferență:         |      | +21,05% | +39,85% | +17,61% |

| An:                | 2023 | 2024   |
| ------------------ | ---- | ------ |
| Număr de persoane: | 446  | 454    |
| Diferență:         |      | +1,79% |